# 12370 Кагеясу
12370 Кагеясу (12370 Kageyasu) — астероїд головного поясу, відкритий 11 квітня 1994 року.
Тіссеранів параметр щодо Юпітера — 3,579.